# 共語化
共語化またはコレクシフィケーション（英語: colexification）とは、意味論や言語類型論などの言語学の分野において、一つの言語の中において、複数の異なる意味概念が同じ語形を共有する現象を言う。すなわち、一つの単語が複数の意味を表すことである。例えば、日本語では「人々」と「村」、英語ではpeopleとvillageとそれぞれ異なる単語で〈人々〉と〈村〉という二つの概念を表しているのに対し、スペイン語ではpuebloと一つの語で両方の意味を担っている。
「共語化（co-lexify）」に対立する概念は「異語化（dis-lexify）」であり、これは2つの意味を異なる語彙形式で表すことを指す。 たとえばロシア語は〈腕〉〈手〉を同じ語рукаで表すが、スペイン語ではbrazo「腕」とmano「手」のように、これら2つの意味を異なる語で表す。

## 共語化の例
| 言語                         | 語形      | 意味1              | 意味2                | 意味3                      |
| ---------------------------- | --------- | ------------------ | -------------------- | -------------------------- |
| バスク語                     | herri     | 「村」             | 「人々」             | 「国」                     |
| スペイン語                   | pueblo    | 「村」             | 「人々」             |                            |
| カタルーニャ語               | sentir    | 「感じる」         | 「聞く」             |                            |
| フランス語                   | femme     | 「女性」           | 「妻」               |                            |
| フランス語                   | fille     | 「少女」           | 「娘」               |                            |
| フランス語                   | grand     | 「大きい」         | 「（身長が）高い」   | 「（年齢が）大人になった」 |
| 英語                         | uncle     | 「母方の叔父」     | 「父方の叔父」       | 「おばの夫」               |
| 英語                         | draw      | 「引く、引っぱる」 | 「線で描く」         |                            |
| オーストラリア・クレオール語 | gilim     | 「打つ」           | 「殺す」             |                            |
| 中国語                       | 天 tiān   | 「空」             | 「天」               | 「日」                     |
| 日本語                       | 木 ki     | 「木」 (英: tree)  | 「材木」(英: wood)   |                            |
| モタ語                       | pane-     | 「腕」             | 「手」               | 「翼」                     |
| フィンランド語               | palvella  | 「サービスする」   | 「働いている」       | 「貢献する」               |
| フィンランド語               | murros    | 「転記」           | 「裂け目」           |                            |
| フィンランド語               | saavuttaa | 「追い付く」       | 「到着する」         | 「成し遂げる」             |
| イタリア語                   | ciao      | 「こんにちは」     | 「さようなら」       |                            |
| ベトナム語                   | chào      | 「こんにちは」     | 「さようなら」       |                            |
| LSF                          |           | 「こんにちは」     | 「ありがとう」       |                            |
| LSF                          | (sign)    | 「（人が）親切な」 | 「（物事が）簡単な」 |                            |

## 言語類型論
言語によって共語する概念としない概念の分布が異なるため、例えば、日本語では、音を知覚する音を〈聞く〉、声に耳を傾ける〈聴く〉、人に質問する〈訊く〉、薬などの効果がある〈効く〉の４つの概念が同様に「きく」という音形によって表されているため、これらの概念の共語化と言える。しかし、韓国語では日本語同様〈聞く〉（聴く）〈効く〉を「듣다」（トゥッタ）として共語するが、日本語と異なって〈訊く〉は「묻다」（ムッタ）という別の語形によって表され、前者の「듣다」が〈訊く〉を表すこともなければ、後者が〈聞く〉（聴く）〈効く〉を表すこともない。アイヌ語や英語、中国語などの例も合わせて表にまとめると以下の通りである。
| 概念     | 〈聞く〉 | 〈聴く〉 | 〈効く〉     | 〈訊く〉 |
| 日本語   | きく     | きく     | きく         | きく     |
| 韓国語   | 듣다     | 듣다     | 듣다         | 묻다     |
| アイヌ語 | nu       | nu       | nu           | (ko)pisi |
| 中国語   | 聽       | 聽       | 有效         | 問       |
| 漢文     | 聞       | 聞       | 效           | 聞       |
| 英語     | hear     | listen   | be effective | ask      |

共語化は、曖昧性、多義性、同音異義性をあえて区別せず、中立的な記述用語として考案された。言語間でよく見られる共語化もあれば（青と緑の区別など）、特定の言語・文化圏に特徴的なものもある（パプア諸語やオーストラリア諸語で〈木〉と〈火〉の共語、漢蔵語族において〈雷〉と〈龍〉の共語など）。

## 歴史
この用語は言語学者のアレクサンドル・フランソワによって、2008年の論文「Semantic maps and the typology of colexification」において初めて提唱された。この論文では、〈まっすぐ〉〈呼ぶ〉〈呼吸する〉といった意味領域での例を用いて共語化が示されている。特に「呼吸する」の語義網は複数の言語において「呼吸」「生命」「魂」「精神」「幽霊」などの意味が一体化していることが示され、例えばサンスクリットआत्मन् (ātmán)、古典ギリシア語ψυχή、πνεῦμα、ラテン語 animus, spīritus、アラビア語 روح (rūḥ)などが挙げられている。フランソワはこの例をもとに、語彙的意味マップの構築手法を提案した。
その後、多くの研究が共語化の概念を取り上げ、さまざまな意味領域や言語族に適用している。また、共語化はCLiCS（“Database of Cross-Linguistic Colexifications”）と呼ばれる専用のデータベースでも扱われている。 このデータベースは世界の2400を超える言語変種の資料に基づき、特定の共語化事例の類型論的頻度を調べたり、 意味ネットワークを可視化したりすることが可能である。